# Лейстиков, Вальтер
Вальтер Лейстиков (нем. Walter Leistikow; 25 октября 1865, Бромберг, ныне Быдгощ — 24 апреля 1908, Целендорф ) — немецкий художник-пейзажист, работавший в манере югендштиля.

## Жизнь и творчество
В 1883 году будущий художник приехал в Берлин поступать в Берлинскую академию художеств, но принят не был. Учился живописи до 1887 года у Германа Эшке и Ганса Гуде. В 1892 году вошёл в число основателей художественной группы «11», выступавшей против классического академизма в живописи и за развитие современного искусства. Отказ организаторов выставить картину Лейстикова «Озеро Груневальд» на художественной выставке привело к основанию Берлинского сецессиона в 1899 году.
В своих пейзажах Лейстиков следовал в целом манере художников барбизонской школы, однако с течением времени стал избегать детализации и описательных элементов в своих полотнах, создавая крупноформатные произведения, заполненные силуэтами и образами из размытых линий. В то же время в его поздних работах заметна и подчёркнутая стилизация, вызванная влиянием на художника ар-нуво, не переходящая, однако, в декоративную формалистику пейзажа.
24 июля 1908 года Лейстиков застрелился из-за своей в то время неизлечимой болезни — сифилиса. Он похоронен на Штеглицском кладбище в Берлине.